# Stephan van den Berg
Stephan van den Berg, född den 20 februari 1962 i Hoorn, är en nederländsk seglare.
Han tog OS-guld i windglider i samband med de olympiska seglingstävlingarna 1984 i Los Angeles.